# AnyDVD
AnyDVD是一款适用于Microsoft Windows的设备驱动程序，它可以对DVD进行解密，并去除DVD上的防拷貝和用户操作禁止（UOPs）功能。AnyDVD还可以对HD DVD和藍光光碟进行同样的操作。
在德国，AnyDVD的广告宣傳、销售都是非法的，因为它能移除DVD的防拷贝功能。